# 暗闇にヤギを探して
『暗闇にヤギを探して』（くらやみにヤギをさがして）は、穂史賀雅也による日本のライトノベル。イラストはシコルスキーが担当。MF文庫J（メディアファクトリー）より2006年9月に刊行された。第2回MF文庫Jライトノベル新人賞優秀賞受賞作。

## あらすじ
真面目なのにぼーっとしているように見られがちな主人公の草加合人はある日机の中のノートにはさまった一枚の便箋を見つける。「ごめんなさい、おいしかったです」。書いた人もメッセージも謎であるこの便箋から、少しだけ不思議な物語が始まるのだった。

## 登場人物
草加合人（くさか あうと）
本作の主人公。16歳。緑ヶ丘高校1年生。サッカー同好会に入っているが幽霊部員。周囲の人間からぼーっとしているように見られる。名前の由来は合人の父が「どんな時でも、他人に合わせられる大きな人間になってほしいと思ってつけた」わけではなく、女の子の名前しか考えていなかった父が男の子の名前を考えようとしたとき野球中継を見ていたことからきている。
千早千歳（ちはや ちとせ）
17歳であり緑ヶ丘高校2年生。昨年、1年生にもかかわらず生徒会選挙に立候補し当選。生徒会長を務める。生徒からの通称は「ミリオン先輩」。
生涯隣にいてくれると思っていた愛する父が首を吊って死んだショックから、一切の食事を受け付けなくなり父の日記を食べるようになる。これは異食症の一種と思われる。父の日記を食べ尽くした千歳は、ある日合人の書いた同好会の申請書を食べてしまう。それから千歳は合人のノートをこっそりと放課後に食べ、ノートに便箋を挟むようになる。
世田谷風子（せたがや ふうこ）
合人の幼馴染。合人とは違う優秀な高校に通っている。常に動物の着ぐるみを着ている。理由は作中で明かされることはない。合人と同じ高校に行くために猛勉強し見事入試に合格するが、肝心の合人が落ちて別の高校へ行ってしまったことで、今までのように合人と一緒にいることができなくなってしまう。それからの風子はせめて下校だけでもと、合人が最寄り駅の改札を出てくるのをベンチに座って待っている。ずっとそばにいられると当たり前のように思っていた合人との距離が離れてしまったことで、合人をより強く意識するようになっていった。合人に対して常に刺々しい口調で話しているが、それは好意の裏返しである。合人に素直になれず突き放すようにしてしまうたびに、風子は自己嫌悪している。
草加楓（くさか かえで）
合人の姉。合人とは年が三つ離れており、大学生である。メガネをかけている。カエルグッズを収集するのが趣味。カエルが大好きだが恋愛話はさらに大好きであり、恋愛の話題にはかなり食いつく。たまに人の話を聞かない。話したいことがあると相手のことは気にせずに饒舌になる。
浜（はま）
合人のクラスメイト。サッカー同好会のキャプテンである。A定食を食べている度量の広いやつ。幼馴染である羽生まひるから「きーちゃん」と呼ばれているが名前は明かされていない。まひるのことが好き。
山崎（やまざき）
合人のクラスメイト。サッカー同好会に所属。A定食を食ってるやつを敵視する度量の狭いやつ。
羽生まひる（はぶ まひる）
沖合第一中学校の2年生、14歳。誕生日は6月7日。浜の兄貴面するところが嫌い。人のことを見つめたり触ったりすると、その人に自分を好きにさせることができる不思議な力を持っている。しかし合人にはそれが通じなかったことから、合人のことを「本当の人」であり「特別な人」な、「『本当に』自分を好きになってくれる人」だと思うようになる。
大上（おおかみ）
風子のクラスメイト。
星落とし姫（ほしおとしひめ）
風子の高校の屋上に夜現れると噂されている少女。彼女が空に向けてライフルを構えると、夜空に流れ星が落ちてくるのだという。

## 評価
第2回MF文庫Jライトノベル新人賞にて優秀賞を受賞した（受賞時のタイトルは「暗闇にヤギをさがして」）。同賞で審査員を務めた榊一郎は本作を以下のように評している。

## 既刊一覧
- 穂史賀雅也（著）・シコルスキー（イラスト） 『暗闇にヤギを探して』 メディアファクトリー〈MF文庫J〉、全3巻
  1. 2006年9月25日発売[4]、ISBN 4-8401-1711-X
  2. 2007年1月25日発売[5]、ISBN 978-4-8401-1787-6
  3. 2007年4月25日発売[6]、ISBN 978-4-8401-1840-8